# Speocera indulgens
Speocera indulgens is een spinnensoort uit de familie Ochyroceratidae. De soort komt voor in Celebes.